# Huesca (província)

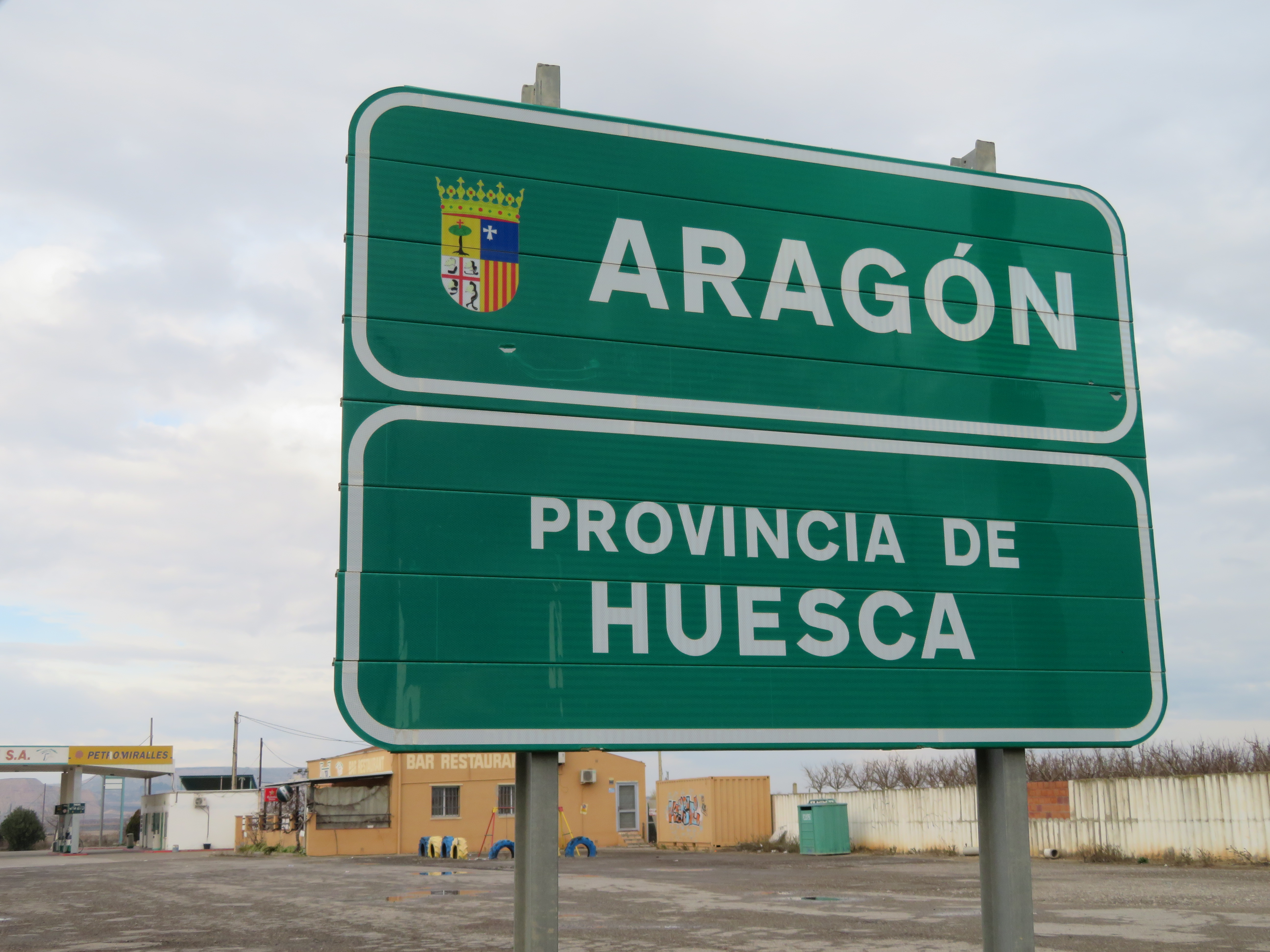
Huesca (província)

Huesca é uma província no Norte da Espanha, na parte Norte da comunidade autónoma de Aragão. A sua capital é a cidade de Huesca.
A sua população total confere-lhe uma densidade populacional de 14,62 habitantes/km², distribuídos por 202 municípios.
Nesta província encontra-se o Parque Nacional de Ordesa e Monte Perdido e a montanha mais alta dos Pirenéus, o Monte Aneto.

## Comarcas
| Nome                   | Capital            | Província        |
| ---------------------- | ------------------ | ---------------- |
| Alto Gállego           | Sabiñánigo         | Huesca           |
| Bajo Cinca             | Fraga              | Huesca, Saragoça |
| Cinca Medio            | Monzón             | Huesca           |
| Hoya de Huesca         | Huesca             | Huesca, Saragoça |
| Jacetania              | Jaca               | Huesca, Saragoça |
| La Litera              | Tamarite de Litera | Huesca           |
| Monegros               | Sariñena           | Huesca, Saragoça |
| Ribagorza              | Graus              | Huesca           |
| Sobrarbe               | Aínsa y Boltaña    | Huesca           |
| Somontano de Barbastro | Barbastro          | Huesca           |